# Robert Leicht (Brauereibesitzer, 1849)

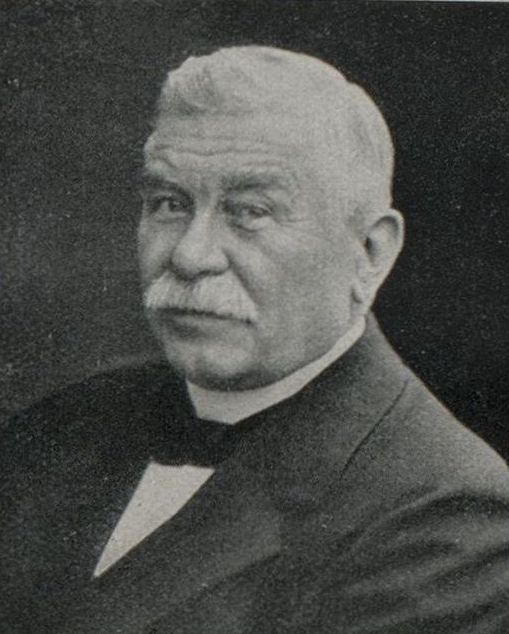
Robert Leicht

Robert Leicht (* 16. Mai 1849 in Schwäbisch Hall; † 21. Dezember 1921 in Vaihingen auf den Fildern) war ein deutscher Brauer und Mälzer und Unternehmer. Als Inhaber der späteren Brauerei Schwaben Bräu in Vaihingen wurde er auch durch seine Erfindungen im Bereich technischer Neuerungen von Brauereianlagen bekannt. 

## Leben
Robert Leicht arbeitete nach seiner Ausbildung ab 1871 in der Möhringer Brauerei von Carl Widmaier. 1873 heiratete er Fanny Amalie Widmaier (1853–1939), eine Tochter seines Chefs. 1878 erwarb er mit finanzieller Unterstützung seines Schwiegervaters die Vaihinger Gaststätte „Zum Ochsen“ und gründete dort die Bier-Brauerei Robert Leicht („Schwabenbräu“).
1884 kam in der Vaihinger Braustätte eine der ersten Dynamomaschinen Württembergs zur Erzeugung elektrischen Lichts zum Einsatz, 1886 die erste Kühl- und Eismaschine. 1892 folgte die erste pneumatische Mälzerei und 1896 eine Kohletransportanlage mit automatischer Kessel-Unterfeuerung. 1897 lieferte die Brauerei als erste in Deutschland ihr Bier mit einem LKW von Gottlieb Daimler aus, und 1903 ging die erste automatische Bier-Abfüllanlage in Betrieb. Leichts Urenkel ist der Journalist Robert Leicht.

## Auszeichnungen
- 1906: Ehrenbürgerwürde von Vaihingen
- königlich württembergischer Kommerzienrat
- Ehrendoktorwürde der Technischen Hochschule Stuttgart (als Dr.-Ing. E. h.)